# Gigling (Fraunberg)
Gigling ist ein Ortsteil der Gemeinde Fraunberg, Landkreis Erding, Oberbayern.

## Lage
Der Weiler liegt rund fünf Kilometer südöstlich von Fraunberg.